# Mirko Norac
Mirko Norac (* 19. September 1967 in Otok bei Sinj, Jugoslawien, heute Kroatien) ist ein ehemaliger General der kroatischen Armee und verurteilter Kriegsverbrecher. 

## Leben
Norac arbeitete nach der Matura in Sinj als Kellner. Am 12. September im Jahre 1990 wurde er Mitglied der kroatischen Anti-Terror-Einheit ATJ Lučko. Als Mitglied von ATJ Lučko nahm Norac an einigen Operationen der kroatischen Polizei teil, einschließlich des Zwischenfalls bei den Plitvicer Seen.

### Operation Gospić
Im September 1991 verließ Norac die ATJ und ging nach Gospić, wo er an den Kämpfen gegen die JNA teilnahm. Die Stadt war von drei Seiten umzingelt. In ihr befand sich eine JNA-Kaserne namens „Stanko Opsenica“ mit rund 70 Offizieren, 200 Soldaten sowie zahlreichen serbischen Paramilitärs. Nach einer viertägigen Belagerung unter der Leitung von Norac kapitulierte die JNA.
Ebenfalls im September 1991 wurde Norac zum Kommandanten der 118. Brigade der kroatischen Armee ernannt. Einen Monat später wurden im „Massaker von Gospić“ rund 100 bis 120 Serben von Noracs Männern ermordet. Anfang 1992 wurde er mit 25 Jahren der jüngste Oberst der kroatischen Armee.

### Operation Maslenica und Operation Medak
Im November 1992 wurde Norac Kommandant der 6. Garde-Brigade. Im September desselben Jahres kommandierte er die Operation Medak, in der Kriegsverbrechen gegen die serbische Bevölkerung stattfanden. Während der Operation wurde Norac an beiden Händen und Beinen verwundet. Er verbrachte einen Monat in einem Krankenhaus in Zagreb. 
1994 wurde er zum Brigadegeneral ernannt und zum Kommandeur der Operation-Gospić-Zone. In demselben Jahr wurde er zum Herzog der Sinjska alka, einem seit 1715 jährlichen traditionellen Ringreiten, ernannt. Diplomaten aus Zagreb baten in der Öffentlichkeit darum, nicht an der Sinjska alka teilzunehmen, solange Norac noch ein Mitglied sei, was letztendlich bis 2005 der Fall war.

### Operation Oluja
Im August 1995 nahm Norac an der Operation Oluja teil. Am 25. September 1995 wurde er zum Generalmajor ernannt.

### Entlassung aus der Armee
Nachdem er in einem offenen Brief zusammen mit elf weiteren Generälen die „Illegalisierung des Kroatienkrieges“ kritisiert hatte, wurde er am 29. September 2000 vom kroatischen Präsidenten Stjepan Mesić aus der Armee verbannt, was auch von dessen Nachfolger Ivo Josipović aufrechterhalten wurde.

### Verurteilung
Wegen Kriegsverbrechen stand er 2003 vor dem Landgericht in Rijeka und wurde zu einer 12-jährigen Haftstrafe wegen des Massakers an der serbischen Bevölkerung in Gospić verurteilt. Im Mai 2008 wurde er in Zagreb zu sieben Jahren Gefängnis wegen Kriegsverbrechen während der Operation Medak Pocket verurteilt, nachdem der Internationale Strafgerichtshof für das ehemalige Jugoslawien in Den Haag im September 2005 erstmals ein lokales Gericht für zuständig erklärt hatte.